# ون (تگزاس)
ون، تگزاس(به انگلیسی: Van, Texas) شهری در ایالت تگزاس از ایالات جنوبی ایالات متحده آمریکا است. در سرشماری سال ۲۰۰۰، جمعیت این شهر ۲۵۹۸ نفر اعلام شد.